# V.28
V.28 – zalecenie CCITT (ITU-T), które specyfikuje charakterystyki elektryczne sygnałów dwukierunkowego interfejsu przesyłu danych pomiędzy dwoma urządzeniami: DTE (urządzenie końcowe, terminal) i DCE (urządzenie transmisyjne, jak np. modem).
Opis gniazda i rozłożenie sygnałów na końcówkach definiowane są w rekomendacji V.24. Standard ten znany jest także pod nazwą V.24/V.28 RS-232.

## Charakterystyki elektryczne interfejsu V.28
| Zakres poziomu sygnału wyjściowego | Próg sygnału na wejściu odbiornika | Dane        | Kontrola/taktowanie |
| –5V do –15V                        | –3V                                | binarne „1” | OFF (wyłącz.)       |
| +5V do +15V                        | +3V                                | binarne „0” | ON (włącz.)         |